# Xã Orwell, Quận Ashtabula, Ohio
Xã Orwell (tiếng Anh: Orwell Township) là một xã thuộc quận Ashtabula, tiểu bang Ohio, Hoa Kỳ. Năm 2010, dân số của xã này là 3.106 người.